# Corinne Eckenstein

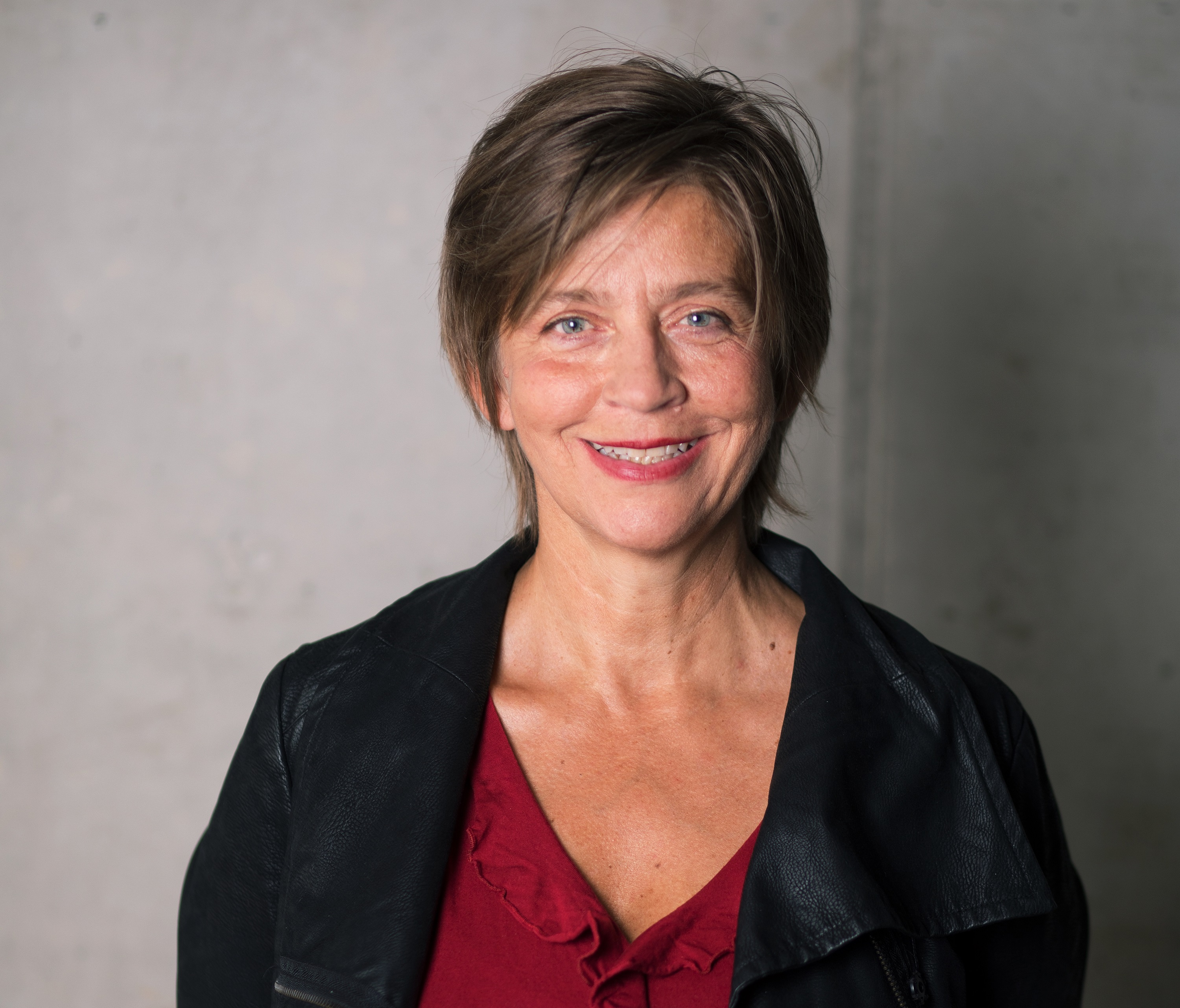
Corinne Eckenstein (2018)

Corinne Eckenstein (* 1963 in Basel) ist eine Schweizer Schauspielerin, Regisseurin und Choreografin. Von 2016 bis 2023 war sie künstlerische Leiterin des Kinder- und Jugendtheaters Dschungel Wien.

## Biografie

### Karriere / Werk
Corinne Eckenstein absolvierte ihre Ausbildung zur Schauspielerin und Tänzerin in New York und San Francisco. Sie startete anschließend am Jungen Theater Basel ihre Theaterlaufbahn. Seit 1990 lebt Eckenstein in Wien. 1992 gründete sie gemeinsam mit der Autorin und Regisseurin Lilly Axster die queer-feministische Gruppe TheaterFOXFIRE (heute Theater foXXfire!). Ab 1995 war Eckenstein unter anderem am Schauspielhaus Wien, bei den Wiener Festwochen, dem Theater der Jugend, dietheater Künstlerhaus und Tanzquartier tätig.
2000 eröffnete Eckenstein das Theater Kosmos mit dem Stück Königinnen. Sie begleitete das Theater zwei Jahre lang als Hausregisseurin und Kuratorin. Als 2004 im Museumsquartier mit Dschungel Wien ein Theaterhaus für junges Publikum gegründet wurde, war sie eine der ersten Regisseurinnen und Impulsgeberinnen des Hauses. Sie hat seither dort mehr als 30 Stücke inszeniert und produziert – u. a. mit Manuel Löwensberg oder Magdalena Steinlein.
2016 wurde sie zur künstlerischen Leiterin von Dschungel Wien bestellt. Sie hat den Nachwuchswettbewerb TRY OUT! und die Kulturpatenschaft initiiert, internationale Koproduktionen und Gastspiele, das EU-Projekt CONNECT UP mit 14 Theatern und Festivals aus neun Ländern nach Wien und zu Dschungel Wien geholt sowie 2021 das SKIN Performance Festival für Jugendliche und junge Erwachsene ins Leben gerufen. 2022 wurde die künstlerische Leitung von Dschungel Wien neu ausgeschrieben – für die Saison ab 2023/24. Corinne Eckenstein hat sich nicht mehr beworben. Ende Juni 2023 hat sie die künstlerische Leitung an Anna Horn übergeben. 2022 wurde ihr das Österreichische Ehrenkreuz der Republik für Wissenschaft und Kunst verliehen.

### Mitgliedschaften und Engagement
Eckenstein ist Mitglied in der IG Freie Theaterarbeit Österreich und war von 2005 bis 2013 deren Obfrau. Sie ist mit Dschungel Wien Mitglied der ASSITEJ Austria Junges Theater Österreich sowie des Young Dance Network der ASSITEJ international und hat durch EU-Projekte und internationale Koproduktionen ein weltweites Netzwerk. Ihre Hauptthemen sind Diversität, Feminismus, Gender und Intersektionalität sowie die gemeinsame Arbeit mit Laien und professionellen Darstellern.

### Privat
Eckenstein lebt in Wien. Sie hat eine Tochter (* 1995) mit Mehrfachbehinderungen und einen Sohn (* 2002). Mit der Familienstiftung Geigy-Eckenstein engagiert sie sich für Menschen mit Behinderungen.

## Inszenierungen / Choreografien
- 1995: Gimme Shelter von Barrie Keeffe, Theater des Augenblicks Wien, ÖE Juni
- 1996: Wenn ich groß bin, will ich Fraulenzen von Lilly Axster, WUK Theater Wien, UA Dezember
- 1997: URSEL von Guy Krneta, ein Musiktheater für Kinder, Musik: Alexander Kukelka, dietheater Konzerthaus Wien, UA März
- 1998: Die Bande von Nina Pawlowa, Junges Theater Basel, Premiere März
- 1999: 3 for U oder die drei Musketiere, Musical von Paul Steinmann, Schauspiel Akademie Theater Zürich, UA April
- 1999: Hirsche und Hennen von Willy Russel, Junges Theater Basel, Premiere: September
- 1999: Was ist los mit Daniela Dunioz? von Suzanne van Lohuizen, dietheater Künstlerhaus, ÖE November
- 2000: Königinnen von Lilly Axster, Kosmos Theater Wien, UA Mai Eröffnungsproduktion
- 2000: cyberflug der rebelinnen, Tanztheaterstück von Corinne Eckenstein & B.H. Scheib, Kosmos Theater Wien, Uraufführung November
- 2001: Steinschlag von Bettina Balaka, Schauspielhaus Wien, UA 19. Februar
- 2001: Verhüten & Verfärben[16] von Lilly Axster, dietheater Konzerthaus, UA Mai
- 2002: Feuerrot von Lilly Axster, Kosmos Theater Wien, UA Juni
- 2003: fe/male polaroids, Tanztheater nach Motiven von Tracy Moffatt, dietheater Künstlerhaus, UA Januar
- 2004: Fleischrezitation von Margit Hahn, Petschinka, Site Specific Performance, Projekt Theater Wien, UA September
- 2005: Pausen-Rehe & Platz-Hirsche von Guy Krneta, Lukas Holliger, Lukas Manz & Dörthe Braun, Dschungel Wien, ÖE Mai
- 2005: Herz.Stücke von Heiner Müller, Site Specific Performance, Projekt Theater Wien in der Fleischerei, Oktober
- 2006: Chatroom von Enda Walsh, Dschungel Wien, ÖE März[17]
- 2006: Schwimmer im Treibsand von Benedict Thill, Dschungel Wien, UA Januar
- 2007: Darksite von Edna Mazya, Dschungel Wien, ÖE November[18]
- 2008: Fieberträume von Benedict Thill, Dschungel Wien, UA März[19]
- 2008: Matilda!! von C. Eckenstein, M. Rahmann, J. Hauser und M. Löwensberg, Dschungel Wien & Wien Modern, UA Nov.[20]
- 2009: FINE von Paula Fünfeck, Junges Schauspiel Hannover, UA Februar[21]
- 2009: Schrilles Herz von Schreibwerkstatt Leitung: Lilly Axster, Dschungel Wien, UA  April[22]
- 2009: Hamlet! von William Shakespeare, Dschungel Wien, November
- 2010: Spiegelland von Benedict Thill, Dschungel Wien, UA  April[23]
- 2010: Zazie in der Mètro von Corinne Eckenstein, Dschungel Wien, UA September[24]
- 2011: Patchwork 2+2=1. Tanzstück, Dschungel Wien, UA März[25]
- 2011: Wenn mein Herz lauter schreit, als mein Mund brüllt! Eine Sprechoper mit 20 Jugendlichen. Schreibwerkstatt mit Yasmo & Rapper Vista & Topoke, Kabelwek, UA Mai[26]
- 2011: Die Wette von Benedict Thill, Dschungel Wien, UA November[27]
- 2012: Sag mir wer ich bin! Eine site specific performance mit 15 Jugendlichen, Schreibwerkstatt mit Yasmo & Rapper Vista, Brunnenpassage, UA April[28]
- 2012: Boys don´t cry, Tanztheater, Dschungel Wien, UA Oktober[29]
- 2012: Der Spieler unter dem Eis – das turbulente Leben des D. Schostakowitsch, UA März, Musiktheater mit dem NÖ Tonkünstler Orchester und Wiener Philharmonikern
- 2013: Ellas fremdes Leben von Benedict Thill, Dschungel Wien, UA Januar[30]
- 2013: StadtRAUSCHEN, ein Rechercheprojekt mit Jugendlichen aus Wien-Graz-Linz, eine Koproduktion von Schäxpire Festival, Linz & TaO, Graz & Dschungel Wien, UA Juni, Leitung: Claudia Seigmann, Manfred Weissenstein und Corinne Eckenstein[31]
- 2014: The Boys are back in town, Tanztheater, Dschungel Wien, UA  Januar[32]
- 2014: Schüler, die auf Lehrer starren von Benedict Thill, Dschungel Wien, UA Oktober[33]
- 2014: Rino allein im Bus, Tanzstück, Dschungel Wien, UA Mai[34]
- 2015: Boys Awakening, Tanztheater, Dschungel Wien, UA Februar[35]
- 2015: Blutsschwestern, Tanztheater, Dschungel Wien, UA Oktober[36]
- 2016: Running wild, Tanztheater, Dschungel Wien, UA September[37]
- 2017: Nirgends in Friede. Antigone von Darja Stocker, Koproduktion mit diverCITYLAB & Dschungel Wien, ÖA März[38]
- 2018: Monkey Dreams, Tanzstück, Eine Koproduktion mit De Stilte (NL) & T42 (CH) & Dschungel Wien, UA März[39]
- 2019: Was ihr wollt von William Shakespeare, Eine Koproduktion mit diverCITYLAB & Dschungel Wien, September[40]
- 2020: Medeas Töchter. Performance mit 5 systemrelevanten Monologen, Eine Koproduktion mit diverCITYLAB & Magda Chovaniec & Dschungel Wien, UA Juni[41]
- 2020: The Return of Ishtar. Eine Objekt & Figuren Performance, Koproduktion mit LOVEFUCKERS, Berlin & theater junge generation, Dresden & Dschungel Wien, UA September[42]
- 2021: Kalaschnikow – mon amour. kokreatives Tanztheater mit jungen geflüchteten Männern (Im Rahmen des EU-Projekts CONNECTUP), UA September[43]
- 2022: Tabu, mehrsprachige Performance, Koproduktion mit Teatro O Bando (Portugal) und Dschungel Wien. Konzept, Regie: Juliana Pinho (O Bando), Choreografie, Ko-Regie: Corinne Eckenstein (Dschungel Wien), September[44]

## Hörspiele (Auswahl)
- 1980: Karl Otto Mühl: Geh aus mein Herz... (Lisa) – Regie: Stephan Heilmann (Original-Hörspiel – DRS)[45]

## Auszeichnungen
- Österreichisches Ehrenkreuz für Wissenschaft und Kunst, 15. Dezember 2022[46][47]
- STELLA Sonderpreis der Jury für das Lebenswerk: 2022[48]
- Nominierung für STELLA – Darstellender.Kunst.Preis für junges Publikum: 2007 Chatroom, 2008 Fieberträume, 2009 Schrilles Herz, 2011 Zazie in der Métro, 2013 Die Wette, 2015 Boys Awakening, 2018 PLAY!, 2020 The Return of Ishtar, 2022 Kalaschnikow – mon amour[49]
- KUSS – Theater Festival. Marburger Kinder- und Jugendtheaterpreis 2017 für Blutsschwestern[50]